# Karen Page
Karen Page (verheiratete Tapper) ist eine ehemalige neuseeländische Fünfkämpferin.
Bei den Commonwealth Games 1978 in Edmonton wurde sie Fünfte.
Der Olympiaboykott Neuseelands verhinderte eine Teilnahme an den Olympischen Spielen 1980 in Moskau.
1981 siegte sie bei den Pacific Conference Games mit ihrer persönlichen Bestleistung von 4348 Punkten.
1978 wurde sie Neuseeländische Meisterin und 1980 Kanadische Meisterin.